# Congo Bill (1948)
Congo Bill ist ein 1948 erschienenes, fünfzehnteiliges Schwarz-weiß-Serial über die gleichnamige Comicfigur von DC Comics.

## Handlung
Die junge Ruth Culver soll das Vermögen ihrer Familie erben, sie wird aber in Afrika vermisst. Ihre Familie beauftragt den Abenteurer Congo Bill, sie zu finden und in die Zivilisation zurückzubringen. Er folgt einer Legende über die mysteriöse weiße Königin Lureen, sein Weg zu ihr ist allerdings voller Schwierigkeiten. Er muss sich nicht nur durch einen unwirtlichen Dschungel kämpfen, sondern wird auch vom Antagonisten Bernie McGraw verfolgt. McGraw ist der Vermögensverwalter der Familie Culver und hat Anspruch auf das Vermögen, sollte Congo Bill die vermisste Ruth nicht lebendig wiederfinden.

## Teile
Die Handlung wurde in 15 Abschnitten präsentiert:
1. The Untamed Beast
2. Jungle Gold
3. A Hot Reception
4. Congo Bill Springs a Trap
5. White Shadows in the Jungle
6. The White Queen
7. Black Panther
8. Sinister Schemes
9. The Witch Doctor Strikes
10. Trail of Treachery
11. A Desperate Chance
12. The Lair of the Beast
13. Menace of the Jungle
14. Treasure Map
15. The Missing Letter[1]

## Veröffentlichung
Congo Bill wurde ab 1949 von Columbia Pictures als fünfzehnteiliges Filmserial in die Kinos gebracht. Der erste Teil feierte am 28. Oktober 1949 Premiere. In den Hauptrollen waren Don McGuire und Cleo Moore zu sehen. 1957 wurde das Serial auf Betreiben des Produzenten Sam Katzman erneut in die Kinos gebracht, um von Moores Ruhm, die inzwischen eine der beliebtesten Schauspielerinnen der Staaten geworden war, zu profitieren.